# Heteroheliococcus mirabilis
Heteroheliococcus mirabilis är en insektsart som först beskrevs av Bazarov 1974.  Heteroheliococcus mirabilis ingår i släktet Heteroheliococcus och familjen ullsköldlöss. Inga underarter finns listade i Catalogue of Life.